# Mohoro
Mohoro är en ort i Komorerna.   Den ligger i distriktet Grande Comore, i den västra delen av landet, 25 km sydost om huvudstaden Moroni. Mohoro ligger 503 meter över havet och antalet invånare är 2 014. Den ligger på ön Grande Comore.
Terrängen runt Mohoro är varierad. Havet är nära Mohoro åt nordost. Runt Mohoro är det tätbefolkat, med 411 invånare per kvadratkilometer. Närmaste större samhälle är Mitsoudjé, 18,9 km väster om Mohoro. I omgivningarna runt Mohoro växer i huvudsak städsegrön lövskog.